# I figli della tempesta
I figli della tempesta (Sie fanden eine Heimat) è un film del 1953 diretto da  Leopold Lindtberg.

## Trama
Un villaggio svizzero ospita diverse decine di bambini tedeschi rimasti orfani a causa della guerra. Tutti cercano di dimenticare il passato ma nuovi problemi si presentano.